# Richie Kotzen (álbum)
Richie Kotzen es el primer álbum del guitarrista Richie Kotzen, publicado en 1989 por Shrapnel Records. Fue producido por el virtuoso guitarrista Jason Becker.

## Lista de canciones
Todas las canciones escritas y compuestas por Richie Kotzen. 
| N.º | Título                | Duración |  |
| 1.  | «Squeeze Play»        | 4:38     |  |
| 2.  | «Strut It»            | 4:10     |  |
| 3.  | «Unsafe at Any Speed» | 3:15     |  |
| 4.  | «Rat Trap»            | 4:31     |  |
| 5.  | «Cryptic Script»      | 3:57     |  |
| 6.  | «Plaid Plesiosaur»    | 4:16     |  |
| 7.  | «Spider Legs»         | 5:50     |  |
| 8.  | «Jocose Jenny»        | 4:31     |  |
| 9.  | «Noblesse Oblige»     | 5:04     |  |

## Personal
- Richie Kotzen – guitarra, teclados
- Steve Smith – batería
- Stuart Hamm – bajo
- Tori Swenson – Ingeniería, Mezcla
- Mark Rennick – Mezcla
- Marc Reyburn – Mezcla
- Joe Marquez – Mezcla
- George Horn – Masterización
- Jason Becker – Productor
- Mike Varney – Productor